# العرب في اليابان
يتألف العرب في اليابان من المهاجرين العرب الذين يأتون إلى اليابان، بالإضافة إلى أحفادهم. في ديسمبر 2016، كان هناك 6037 عربيًا يعيشون في اليابان.

## تاريخ
توجد سجلات متفرقة للاتصال بين الدول العربية واليابان قبل انفتاح الدولة عام 1853. كما تم تقطير بعض عناصر الفلسفة الإسلامية حتى فترة هييان. تم الحفاظ على الروايات الأوروبية المبكرة عن المسلمين واتصالاتهم باليابان من قبل البحارة  البرتغاليين الذين ذكروا راكبًا على متن سفينتهم ، وهو عربي كان يبشر الإسلام للشعب اليابان. كان قد أبحر إلى الجزر في ملقا عام 1555.
اعتبارًا من ديسمبر 2016، بلغ إجمالي عدد مواطني الدول العربية (الدول الأعضاء في جامعة الدول العربية) المقيمين في اليابان 6037 شخص. بالإضافة إلى ذلك، حتى بين الأشخاص من الدول العربية، هناك من غير العرب مثل الأمازيغ، وحتى بين مواطني دول أخرى غير الدول العربية مثل إسرائيل وإيران وتركيا وفرنسا والبرازيل والأرجنتين والولايات المتحدة، هناك كثير من العرب والعرب المقيمين بين جنسيات غير الدول العربية، فإن العدد الدقيق للأشخاص بمن فيهم الأحفاد والمتجنسون غير معروف.

## شخصيات ملحوظة
- سلطان نور  [لغات أخرى]‏ ، سياسي (والدان سوريان).
- كارلوس غصن ، رجل أعمال لبناني برازيلي (والدان لبنانيان) الرئيس السابق لشركة نيسان موتور المحدودة
- مي شيغنوبو  [لغات أخرى]‏، صحفي (أب فلسطيني / لبناني)
- كين نوغوشي، متسلق جبال (أم مصرية)
- إريكا سواجيري، ممثلة (أم جزائرية - فرنسية، نشأت في اليابان)
- أسامة السمني، لاعب كرة قدم (أب مصري)
- فيروز آي، ممثلة صوت (أب مصري، نشأت في مصر واليابان)
- موروكا كريمة السموني - معلمة لغة عربية وكاتبة عمود من مصر
- محمد غالب - باحث رقص مصري، فنان رقص دولي، مدرس رقص